# Lupembiense
El Lupembiense es el nombre que le han dado los arqueólogos a una cultura prehistórica del África central cuyo desarrollo parece darse, aproximadamente entre hace 30 000 y 12 000 años a. C.. Si bien algunos investigadores proponen fechas mucho más antiguas (de hasta 300 000 años) basándose en hallazgos obtenidos en los Ríos Gemelos de Zambia y en el yacimiento de Muguruk (Kenia).
La industria lupembiense parece corresponder a la tradición macrolítica del inicio de la Edad de Piedra Tardía (LSA) africana, con grandes piezas bifaciales de aspecto arcaico, pero también puntas lanceoladas de cuidada factura. Se ha propuesto que el utillaje lumpembiense, generalmente distribuido en el corazón de la cuenca del Congo, sea una adaptación funcional a la vida en la selva y que las piezas podrían ser utensilios especializados en el trabajo intensivo de la madera. Las piezas foliáceas lanceoladas más cuidadas podrían ser puntas de proyectil.
Los yacimientos más conocidos de esta cultura son Kalambo Falls y Dundo.
|  |  |